# Cyathea loheri
Cyathea loheri är en ormbunkeart som beskrevs av Christ. Cyathea loheri ingår i släktet Cyathea och familjen Cyatheaceae. Inga underarter finns listade.